# Purl
Purl è un cortometraggio di animazione digitale del 2018 scritto e diretto da Kristen Lester con la storia scritta da Michael Daley, Bradley Furnish, Lester e James Robertson, prodotto da Pixar Animation Studios e distribuito da Walt Disney Studio Motion Pictures. È il primo cortometraggio come parte del programma SparkShorts della Pixar, e si concentra su un gomitolo di lana di nome Purl, che viene assunta come impiegata in un'azienda a predominanza umana, per cui viene ignorata dai suoi colleghi dipendenti. Il cortometraggio è stato presentato in anteprima a SIGGRAPH il 14 agosto 2018, ed è stato presentato in anteprima al El Capitan Theater il 18 gennaio 2019 e pubblicato su YouTube il 4 febbraio 2019 e negli Stati Uniti su Disney+ il 12 novembre 2019 e in Italia sempre su Disney+ il 24 marzo 2020, data di uscita italiana della piattaforma. Ha ricevuto un plauso universale da parte della critica, in particolare per i temi trattati.

## Trama
Purl, un gomitolo di lana rosa umanoide, inizia una posizione di semplice impiegata presso una società di nome B.R.O. Capital. Mentre all'inizio è felice di lavorare lì, si rende presto conto che i suoi colleghi la ignorano, nonostante i suoi tentativi di adattarsi. Dopo essere stata lasciata sola mentre i suoi colleghi sono usciti per un pranzare in gruppo, Purl osserva dalle foto dei dipendenti dell'azienda che è composto interamente da uomini, tutti indossano divise simile e hanno acconciature simili. Questo la ispira a cambiare il suo aspetto e la sua personalità per assomigliare alla loro. Dopo il ritorno degli altri dipendenti, Purl, che ora parla e si comporta come tutti gli altri, viene notata dai suoi colleghi, che la invitano a bere qualcosa. Prima che il gruppo se ne vada, tuttavia, un gomitolo di colore giallo di nome Lacy arriva in ufficio per iniziare a lavorare. Quando nota che anche il nuovo gomitolo di lana viene ignorato, Purl fa amicizia con Lacy e la invita a unirsi a loro per un drink. Dopo un po' di tempo, Purl è tornata al suo aspetto originale e B.R.O. Capital è rappresentata da una combinazione più equa di umani e gomitoli, che lavorano insieme come una squadra.

## Personaggi e doppiatori
- Purl, doppiata in originale da Bret Parker e in italiano da Ilaria Stagni.
- Lacy, doppiata in originale da Emily Davis e in italiano da Annalisa Usai.

I dipendenti Pixar Michael Daley, Michael Frederickson, Erik Langley, Jimmy Lillard, Austin Madison, Kelsey Mann, Kyle McDaniel, Victor Navone e Michale Yates hanno fornito le voci per i dipendenti di sesso maschile di B.R.O. Capital, mentre Aphton Corbin, Mitra Shahidi e la direttrice della Pixar Domee Shi ha dato voce alle donne dipendenti.

## Produzione
Purl è il primo cortometraggio del programma SparkShorts di Pixar, in cui ai dipendenti della Pixar vengono concessi sei mesi e budget limitati per la produzione di cortometraggi animati. Il produttore Gillian Libbert-Duncan ha descritto il cortometraggio come "un film sull'appartenenza". La scrittrice/regista Kristen Lester si è ispirata dalle sue prime esperienze nel lavoro dell'animazione, in cui era l'unica donna, nello scrivere la storia del film. Lester ha detto che per adattarsi, "è diventata in qualche modo una delle persone"; il suo trasferimento alla Pixar, dove ha lavorato in una squadra con dipendenti donne, l'ha aiutata a riscoprire gli aspetti femminili di se stessa che aveva soppresso. Quando ha spiegato la storia e il concetto a Libbert, Libbert ha anche riferito di essere una donna in un mondo dominato dagli uomini.
Lester ha descritto l'ufficio B.R.O. Capital come "un ufficio iper-reale". Gli animatori hanno voluto sviluppare l'ufficio in modo che possa sembrare "moderno ed elegante", quindi il personaggio di Purl, che ha descritto come "soffice" e "sfocato", potrebbe essere più facile da interpretare "come un estraneo". Lester ha spiegato che la sua scelta di rappresentare Purl come un gomitolo di lana è stata ispirata dal suo hobby di graffiti a maglia e come tale attività ha dimostrato la versatilità del filato. Lester ha anche preso in prestito elementi da film come Una donna in carriera e dalle Dalle 9 alle 5... orario continuato per la storia. La produzione è iniziata a settembre 2018, Purl è la prima produzione Pixar originale a non coinvolgere l'ex CCO John Lasseter, che ha lasciato la Pixar nel giugno 2018 a causa di accuse di cattiva condotta sessuale nei confronti delle dipendenti donne.

## Colonna sonora
La musica del cortometraggio è stata composta da Pinar Toprak, si è ispirato alla musica jazz per lo stile sonoro della partitura. Toprak ha suggerito per la prima volta l'uscita della partitura in una colonna sonora il 22 febbraio 2019. La colonna sonora del film, con la partitura di Toprak, è uscita il 15 marzo 2019, facendo di Purl il primo cortometraggio Pixar ad avere una colonna sonora rilasciata, il secondo prodotto non cinematografico Pixar a cui è stata rilasciata una colonna sonora (dopo Toy Story of Terror!), e il terzo cortometraggio Pixar ad avere la sua musica originale rilasciata (dopo Lava e Non c'è festa senza Rex, entrambi i quali hanno rilasciato canzoni create per i cortometraggi).
Musiche di Pinar Toprak.
1. B.R.O. Capital – 1:10
2. First Day on the Job – 2:42
3. Purl Has an Idea – 0:24
4. Happy Hour – 1:42
5. Lacy – 0:47
6. It’s Unbeweavable! – 1:01
7. Purl – 0:48

Durata totale: 8:34

## Accoglienza e analisi
Il corto è stato accolto con un applauso universale, molti critici che lo hanno elogiato come un'allegoria per il femminismo. KC Ifeanyi, di FastCompany, ha scritto che il film "dovrebbe essere il nuovo video di formazione sulla sensibilità sul posto di lavoro per alcune startup e società" a causa della sua storia, mentre Molly Freeman, di ScreenRant, ha detto che "Purl tocca il fenomeno dei luoghi di lavoro dominati dagli uomini, in particolare ciò che le donne fanno (o sentono di dover fare) per inserirsi in quegli uffici", e ha ritenuto che "le persone che si sono sentite allo stesso modo ostracizzate nei loro luoghi di lavoro si riferiranno senza dubbio a Purl". Proma Khosla, di Mashable, ha scritto che il film è "un'allegoria trasparente per le donne che cercano di rompere il soffitto di vetro nella cultura aziendale". Marc Snetiker, di Entertainment Weekly, ha detto che il film "[commenta] in modo rapido ma efficace la prevalenza della mascolinità tossica nella cultura dell'ufficio e nei sistemi sociali dei club per ragazzi in atto in tutta l'America delle imprese". Chris Morris, di Fortune, ha affermato che "le impronte digitali del movimento contro le molestie sessuali in ufficio sono presenti in tutto il film", ritenendo che "miri alle culture cariche di testosterone e all'importanza della diversità sul posto di lavoro". Samantha Leach, di Glamour, ha detto che "se sei una donna, una trans, una persona di colore o un gomitolo di lana, Purl è un simbolo estremamente riconoscibile per la necessità di diversità sul posto di lavoro". Andre Todd, di Birth.Movies.Death, ha affermato che Purl "è sia un cortometraggio eccezionale, sia un commento sugli ambienti tossici comuni a molti luoghi di lavoro nel settore dell'animazione e non solo. Può persino essere letto, in particolare, come un commento sulla Pixar stessa". Emily Canal, Inc., ha detto che "Il corto sottolinea l'importanza dell'inclusione e della diversità sul posto di lavoro poiché Purl viene ignorata, ignorata alle riunioni ed esclusa dagli eventi di legame fuori sede semplicemente perché è diversa", e che "il film è carino, ma affronta anche due lamentele di lunga data su settori dominati dagli uomini come la tecnologia e il capitale di rischio: sono ancora molto indietro in termini di assunzione di gruppi diversi e nel riportare pubblicamente quelle cifre, due cose che dicono i responsabili delle risorse umane sono fondamentali per prevenire culture lavorative tossiche o alienanti".
Renee Nelson, di 92 Moose, è stato molto contento dei temi del film, confrontandosi con il personaggio protagonista, ha scritto: "Sono stato in molte di queste situazioni nel corso degli anni. Nel corso del tempo ho visto molte donne post che non hanno affrontato questo tipo di ambiente e per loro dico FANTASTICO! Sono felice per te, non tutte sono state così fortunate". Rae Alexandra, di KQED, ha affermato che "la cosa geniale di Purl è che cattura, in otto deliziosi minuti, sia l'importanza della diversità dei luoghi di lavoro sia le difficoltà incontrate dai pionieri che lo fanno". Sophia Confort, delle Associations Now, ha dichiarato che Purl "individua le organizzazioni in cui dovrebbero impegnarsi maggiormente se si impegnano in gruppi più diversi e inclusivi" Chris Morris del World Economic Forum ha elogiato il corto per le sue differenze con le precedenti produzioni Pixar, scrivendo che "è volgare (beh, almeno secondo gli standard Pixar), presenta la parola "culo" e non ha paura di affrontare problematiche attuali in modo diretto". Purl ha anche avuto un riscontro positivo nei social media.

## Distribuzione
Il cortometraggio è stato pubblicato per la prima volta in anteprima al SIGGRAPH il 14 agosto 2018. Ha quindi avuto la sua anteprima mondiale a El Capitan Theatre il 18 gennaio 2019 insieme a Smash and Grab e Kitbull. Il cortometraggio è stato pubblicato ufficialmente sul canale YouTube dell Pixar il 4 febbraio 2019 e su Disney+ il 12 novembre 2019, insieme ai corti di SparkShorts Smash and Grab, Kitbull e Float. In Italia è stato pubblicato il 24 marzo 2020 su Disney+, data di uscita italiana del servizio.